# Тевдоре
Тевдоре  (Тевдорэ, груз. თევდორე) – грузинский придворный художник царя Давида Строителя известный своими фресками в четырёх храмах Верхней Сванетии. Кисти Тевдоре принадлежат росписи церкви Архангелов (сван. Тарингзел) в селении Ипрари, церкви свв. Квирике и Ивлиты (сван. Лагурка) в селе Хе, церкви св. Георгия (сван. Джграг) в селении Накипари и церкви Спаса (сван. Мацхвар) в селении Цвирми. Фрески в Ипрари и Накипари подписаны именем художника. Принадлежность ему фресок в Хе и Цвирми – гипотеза Шалвы Амиранашвили.
Красочные яркие росписи сванского художника свиделельствуют о высоком уровне искусства Сванетии в средние века.

## Св. Георгий, Ипрари
Фотографии фресок